# Municipio de Verdon
El municipio de Verdon (en inglés: Verdon Township) es un municipio ubicado en el condado de Aitkin en el estado estadounidense de Minnesota. En el año 2010 tenía una población de 45 habitantes y una densidad poblacional de 0,48 personas por km².

## Geografía
El municipio de Verdon se encuentra ubicado en las coordenadas 46°53′40″N 93°22′41″O / 46.89444, -93.37806. Según la Oficina del Censo de los Estados Unidos, el municipio tiene una superficie total de 93.83 km², de la cual 92,6 km² corresponden a tierra firme y (1,31 %) 1,23 km² es agua.

## Demografía
Según el censo de 2010, había 45 personas residiendo en el municipio de Verdon. La densidad de población era de 0,48 hab./km². De los 45 habitantes, el municipio de Verdon estaba compuesto por el 100 % blancos. Del total de la población el 0 % eran hispanos o latinos de cualquier raza.